# الدوري السوفيتي الممتاز لكرة القدم 1987
الدوري السوفيتي الممتاز لكرة القدم 1987 هو الموسم 51 من الدوري السوفيتي الممتاز لكرة القدم. أقيم خلال الفترة 8 مارس 1987 وحتى 16 نوفمبر 1987، وأشرف على تنظيمه الاتحاد السوفيتي لكرة القدم، وكان عدد الأندية المشاركة فيه 18، وفاز فيه سبارتاك موسكو.